# Metarthrodes
Metarthrodes es un género de arácnido  del orden Opiliones de la familia Gonyleptidae.

## Especies
Las especies de este género son:
- Metarthrodes albotaeniatus
- Metarthrodes bimaculatus
- Metarthrodes hamatus
- Metarthrodes laetabundus
- Metarthrodes leucopygus
- Metarthrodes longipes
- Metarthrodes nigrigranulatus
- Metarthrodes pulcherrimus
- Metarthrodes xango